# 广东省港航集团
广东省港航集团有限公司，簡稱广东省港航集团（英語：Guangdong Provincial Port & Shipping Group Company Limited，简称GDPS），是广东省内以水上运输以及港口、航道投资运营为主业的省属国有企业。

## 历史
公司前身为1957年成立的广东省航运厅，1962年，下属珠江船务公司在香港成立，1980年起经营广州至香港水上客运航线。1997年1月18日，广东省航运厅、广东省航务管理局、广东省航运总公司合并组建为广东省航运集团有限公司。
2021年4月15日，更名为广东省港航集团有限公司。

## 子公司
- 香港珠江船务企业 (集团)（珠江船务）
- 澳门粤通船务有限公司
- 广东省湛江航运集团有限公司（广东省湛江航运局）
- 广东省北江航道开发投资有限公司
- 广东新船重工有限公司
- 广东蓝海豚旅运股份有限公司（广东省水上公交有限公司）
- 广东省珠江海运有限公司
- 广东航城置业投资有限公司

## 連結
- Hangyun.com.cn